# 和泉雅子
和泉雅子（日语：／ Izumi Masako，1947年7月31日—2025年7月9日），是一位出生於東京銀座的日本女演員，也是位探險家，是歷史上第二位成功到達北極點的女性。

## 演藝生涯
和泉以童星身份10歲加入若草剧团，開始活躍在舞台上。1961年，13歲加入日活電影公司並受到重用，在日活出演了大量青春片，与當時得令的同公司演員吉永小百合、松原智惠子，並稱「日活三人娘」（意即日活的三個少女）。1963年，在浦山桐郎執導的《非行少女》中擔任女主角，憑出色的演技奪得新人獎項。1967年與山內賢主演電影《我倆的銀座》(二人の銀座)，當中的主題曲大受歡迎。隨著日活公司在1970年代初轉型拍攝成人電影，一直走清純路線的和泉離開日活並投入到電視界。

## 冒險家經歷
在開展演藝事業的同時，和泉受到電視節目中記者遠赴南極探險經歷的感染，決志成為極地探險家的夢想。1985年3月23日從加拿大出發前往北極，但途中受到大量浮冰影響，征途遇到阻滯，無奈在兩個月後放棄而返航，而且因為該次探險的經費背負了大額債務。和泉並沒有放棄夢想，在清還債務後再次計劃挑戰北極，1989年5月份終於抵達北極點，成為全球第二位成功到達北極點的女性。
和泉亦愛好攀山活動，而為了應付攀山所需的體力，和泉經常刻意讓身體積累脂肪，而過後又未積極重塑身型，同時長時間受到極地陽光照射的影響令臉上長斑，使得和泉的形象與以往的亮麗苗條形成較大反差，這些在綜藝節目中的討論經常成為人們茶餘飯後的話題。